# Гарбей, Рамон
Рамо́н Гарбе́й (исп. Ramón Garbey; 31 марта 1971, Сантьяго-де-Куба) — кубинский боксёр второй средней и полутяжёлой весовых категорий, выступал за сборную Кубы в первой половине 1990-х годов. Чемпион мира, чемпион Панамериканских игр, победитель многих международных турниров и национальных первенств. В период 1996—2009 выступал в тяжёлом весе на профессиональном уровне, владел несколькими второстепенными чемпионскими титулами.

## Биография
Рамон Гарбей родился 31 марта 1971 года в городе Сантьяго-де-Куба. Первого серьёзного успеха в боксе добился в 1989 году, когда завоевал золотую медаль на юниорском чемпионате мира в Сан-Хуане.
В 1991 году во втором среднем весе Гарбей одержал победу на домашних Панамериканских играх в Гаване и побывал на чемпионате мира в Сиднее, откуда привёз награду бронзового достоинства — на стадии полуфиналов потерпел поражение от советского боксёра Александра Лебзяка. Пытался пройти отбор на летние Олимпийские игры 1992 в Барселоне, однако на отборочных турнирах дважды проиграл своему главному конкуренту Ариэлю Эрнандесу, тот в итоге поехал на Игры и стал олимпийским чемпионом.
На чемпионате мира 1993 года в финском Тампере Рамон Гарбей выступал уже в полутяжёлой весовой категории, здесь он победил всех своих соперников и получил чемпионское звание. В 1996 году он в очередной раз стал чемпионом Кубы и рассматривался как основной кандидат на участие в Олимпийских играх в Атланте, тем не менее, на двух предшествующих международных турнирах он проявил себя не с лучший стороны, проиграл Василию Жирову и Пьетро Аурино, в результате чего руководство сборной приняло решение отправить на Игры другого боксёра.
Потерпев неудачу с двумя Олимпиадами, Гарбей бежал из Кубы в США, поселился в Майами, где начал карьеру профессионального боксёра. В течение трёх лет провёл четырнадцать успешных поединков, в 1999 году потерпел первое поражение, а затем проиграл ещё два раза подряд — единогласным решением судей американцам Джеймсу Тони и Фресу Окендо. В 2001  году в первом тяжёлом весе завоевал титулы чемпиона Северной Америки по версии WBO и континентального чемпиона по версии IBA, затем взял перерыв и не выходил на ринг около трёх лет. В 2004 году вернулся в бокс, участвовал в титульном бое за звания чемпиона Северной Америки WBO и континентального американского чемпиона WBC, одержал победу, однако не уложился в рамки первого тяжёлого веса, и указанные чемпионские пояса остались вакантными. Вскоре проиграл американцу Кендрику Релефорду, в 2006 и 2009 годах провёл ещё два поединка с малоизвестными американскими боксёрами, в обоих случаях выиграл единогласным судейским решением. Всего в профессиональном боксе провёл 23 боя, из них 19 выиграл (в том числе 13 досрочно), 4 проиграл.